# Halmstads län
Halmstads län (på danska Halmstadgaard) var ett danskt slottslän som bildades under 1200-talet då Halland var en del av Danmark. Det omfattade Halmstads stad, från 1516 hela Halmstads och från 1599 Årstads härader, samt delar av Faurås härad.

## Historia
Under 1200-talet hade organisationen med kungalev spelat ut sin roll, samtidigt med att högmedeltidens statsmakt och skatteväsende byggdes ut. Från den tiden och en bit in på 1300-talet organiserades den kungliga administrationen främst i så kallade slottslän. För att befästa kungens makt uppfördes runt om i Danmark kungliga och privata borgar byggda i sten och tegel, för förvaltningen och som militära stödjepunkter. På dessa riksfästen residerade länsmän (på danska lensmand) rekryterade ur frälset.
De härader som omgav en borg anslogs för dess underhåll och försörjning av både civila och militära funktionärer. Tillsammans bildade häraderna ett slottslän. Det danska riket bestod av ett antal slottslän av varierande storlek. Länsindelningen var inte fast utan kunde ändras av kungen när ny länsman utsågs.
Det är oklart var länsherren residerat innan Halmstad slott uppfördes omkring 1600 i centrala Halmstad. Genom en arkeologisk förundersökning och antikvarisk kontroll 2014 av 1999 gjorda arkeologisk utredning nordöst om fotbollsplanerna i nära anslutning till Nissan i Halmstad-Övraby har man funnit resterna efter en medeltida borg. Fornlämningen kan skönjas som en träd- och gräsbeväxt kulle.
Det finns belägg för att staden flyttade från Övraby till sin nuvarande position under 1320-talet, men inte om länsherren flyttade med. Den 7  januari 1361 utfärdar Kung Valdemar privilegier för borgarna i Halmstad i stället för de äldre privilegiebrev som förstörts vid en förhärjande eldsvåda.
Från början av 1600-talet används Halmstad slott som residens åt länsmannen. Den siste danske länsherren var Niels Krabbe av Östergård, som fick uppdraget att den 16 september 1645 överlämna Halmstad till den svenska kronans representant generalguvernören Casper Otto Sperling.

## Länsherrar
Halmstad härad, innan till Laholm
- 1516–1530 Jens Torbensen Rosensparre
- 1530–1543 Holger Gregersen Ulfstand till Skabersjö och Häckeberga (hövitsman på Varberg och 1519-43 Laholm)
- 1543–1546 Sti Pors
- 1547–1552 Esge Bilde
- 1552–1557 Hartvig Bilde
- 1557–1558 Peder Skram
- 1558–1567 Mogens Gyldenstierne
- 1567–1568 Povel Huitfeldt
- 1568–1572 Peder Skram
- 1572–1578 Henrik Brade
- 1578–1592 Povel Huitfeldt till Snidstrup
- 1592–1606 Sten Madsen Laxmand till Rönneholm (fr. 1599 Årstads hd.)
- 1606–1613 Mogens Kaas till Støvringgård
- 1613–1617 Mogens Pachs till Torup
- 1617–1620 Holger Rosenkrans till Glimminge
- 1620–1637 Erik Rosenkrans till Glimminge
- 1637–1645 Niels Krabbe av Östergård, till Skillinge

Halmstad
- 1565–1570 Povel Huitfeldt till Snidstrup, på räkenskap